# Amphicynodontinae
Amphicynodontinae è un probabile clade di arctoidi estinti. Mentre alcuni ricercatori ritengono che questo gruppo sia una sottofamiglia estinta di Ursidae, una gran varietà di prove morfologiche collegherebbe gli amphicynodontinae ai pinnipedi, in quanto questa sottofamiglia sembra essere composta da mammiferi semi acquatici simili alle lontre. Oltre al supporto del clade pinnipedi-amphicynodontini, altre analisi morfologiche e alcune analisi molecolari sostengono che gli orsi siano i parenti viventi più vicini ai pinnipedi. Secondo McKenna e Bell (1997) gli amphicynodontinae andrebbero classificati come pinnipedi nella superfamiglia Phocoidea. Fossili di questi mammiferi sono stati ritrovati in Europa, Nord America e Asia. Gli anficynodontinae non devono essere confuse con gli Amphicyonidi (comunemente conosciuti come cani-orso), una famiglia separata di Carnivora che è il sister clade di Arctoidea all'interno dei caniformi, ma che può essere elencato come un clade di arctoidi estinti nelle pubblicazioni più vecchie.

## Classificazione
- Sottofamiglia † Amphicynodontinae (Simpson, 1945)
  - Genere † Amphicticeps (Matthew and Granger, 1924)
    - Specie † Amphicticeps makhchinus (Wang et al., 2005)
    - Specie † Amphicticeps dorog (Wang et al., 2005)
    - Specie † Amphicticeps shackelfordi (Matthew and Granger, 1924)

  - Genere † Parictis (Scott, 1893)
    - Specie † Parictis primaevus (Scott, 1893)
    - Specie † Parictis personi (Chaffee, 1954)
    - Specie † Parictis montanus (Clark & Guensburg, 1972)
    - Specie † Parictis parvus (Clark & Beerbower, 1967)
    - Specie † Parictis gilpini (Clark & Guensburg, 1972)
    - Specie † Parictis dakotensis (Clark, 1936)

  - Genere † Kolponomos (Stirton, 1960)
    - Specie † Kolponomos newportensis (Tedford et al., 1994)
    - Specie † Kolponomos clallamensis (Stirton, 1960)

  - Genere † Allocyon (Merriam, 1930)
    - Specie † Allocyon loganensis (Merriam, 1930)

  - Genere † Pachycynodon (Schlosser, 1888)
    - Specie † Pachycynodon tedfordi (Wang & Qiu, 2003)
    - Specie † Pachycynodon tenuis (Teilhard de Chardin, 1915)
    - Specie † Pachycynodon filholi (Schlosser, 1888)
    - Specie † Pachycynodon boriei (Filhol, 1876)
    - Specie † Pachycynodon crassirostris (Schlosser, 1888)

  - Genere † Amphicynodon (Filhol, 1881)
    - Specie † Amphicynodon mongoliensis (Janovskaja, 1970)
    - Specie † Amphicynodon teilhardi (Matthew and Granger, 1924)
    - Specie † Amphicynodon typicus (Schlosser, 1888)
    - Specie † Amphicynodon chardini (Cirot and De Bonis, 1992)
    - Specie † Amphicynodon cephalogalinus (Teilhard, 1915)
    - Specie † Amphicynodon gracilis (Filhol, 1874)
    - Specie † Amphicynodon crassirostris (Filhol, 1876)
    - Specie † Amphicynodon brachyrostris (Filhol, 1876)
    - Specie † Amphicynodon leptorhynchus (Filhol, 1874)
    - Specie † Amphicynodon velaunus (Aymard, 1846)